# مؤشر تجمعات الحالات
مؤشر تجمعات الحالات (CMI) هو قيمة نسبية صُممت خصيصًا للمرضى من الفئات المرتبطة بالتشخيص في بيئة الرعاية الطبية. تستخدم قيمة مؤشر تجمعات الحالات في تحديد حصة الموارد للعناية بمجموعات المرضى و/أو علاجهم.

## الفئات التي تستخدم الموارد
يتم تصنيف المرضى في مجموعات لها الظروف نفسها (بناءً على التشخيص الرئيسي والثانوي، والإجراءات، والعمر)، والتعقيد (الاعتلال المشترك)، والاحتياجات. وتعرف هذه المجموعات بالفئات المرتبطة بالتشخيص (DRG) أو الفئات التي تستخدم الموارد (RUG).
لكل فئة من الفئات المرتبطة بالتشخيص مقياس نسبي متوسط مخصص لها والذي يوضح مقدار الموارد اللازمة لعلاج المرضى في المجموعة، مقارنة بجميع الفئات الأخرى المرتبطة بالتشخيص داخل النظام. والقيمة النسبية المتوسطة والمخصصة لكل مجموعة هي مؤشر تجمعات الحالات الخاص بها.

## مؤشر تجمعات الحالات الخاص بالمستشفى
يعكس مؤشر تجمعات الحالات الخاص بالمستشفى التنوع والتعقيد الطبي والموارد البشرية اللازمة لجميع المرضى في المستشفى.
ويمكن استخدام قيمة المؤشر في المستشفى لتعديل متوسط التكلفة لكل مريض (أو لكل يوم) لمستشفى معين وفقًا لمتوسط التكلفة المعدلة للمستشفيات الأخرى بقسمة متوسط التكلفة لكل مريض (أو يوم) على مؤشر تجمعات الحالات المحسوب والخاص بالمستشفى. ويعكس متوسط التكلفة المعدلة لكل مريض الرسوم المقررة على أنواع الحالات التي تم علاجها في ذلك العام. إذا كان مؤشر تجمعات الحالات الخاص بالمستشفى يزيد عن 1.00، فإن التكلفة المعدلة لكل مريض أو لكل يوم ستكون أقل وعلى العكس إذا كان مؤشر تجمعات الحالات الخاص بالمستشفى أقل من 1.00 ستكون التكلفة المعدلة أعلى.
مثال:
يوجد هنا رابط يوضح جدول بيانات مؤشر تجمعات الحالات لعام 2011 لجميع مقدمي الخدمة في الولايات المتحدة.

يُظهر تحليل هذا الملف أن هناك 3619 سجلاً للمستشفى. ويتراوح عدد حالات المستشفيات من مستوى منخفض يبلغ 1 إلى مستوى أعلى يبلغ 36282 حالة في مستشفى فلوريدا أورلاندو، فلوريدا (رقم تعريف الرعاية الطبية 100007). تمتلك هذه المستشفى مؤشر تجمعات حالات يبلغ 1.57. ومتوسط عدد الحالات في جميع المستشفيات في قاعدة البيانات هو 3098 بانحراف معياري يبلغ 3102. وبقدر ما يبلغ مؤشر تجمعات الحالات، يبلغ المتوسط 1.37 بحد أدنى 58. وبحد أقصى 3.73 وانحراف معياري يبلغ 0.31.